# Apalachicola (fiume)
L'Apalachicola è un fiume degli Stati Uniti d'America che scorre in Florida.
L’ampio spartiacque del fiume, anche noto come Bacino del Fiume ACF, drena una superficie di circa 50,505 km2 nel Golfo del Messico. La distanza con la sorgente più lontana, collocata nel nordest della Georgia, è approssimativamente di 800 km. Il nome deriva dalla tribù Apalachicola, che un tempo viveva lungo il fiume.
Il fiume si è formato nei pressi della città di Chattahoochee, in Florida, a circa 97 km a nord-est della città di Panama City, dalla confluenza dei fiumi Flint e Chattahoochee. La confluenza effettiva si trova immersa nella riserva del lago Seminole, creato in seguito all’apertura della diga Jim Woodruff. 
L’Apalachicola scorre verso sud attraverso la foresta del Panhandle, oltre Bristol. Nella contea settentrionale di Gulf, riceve da occidente l’affluenza del fiume Chipola. Scorre infine all’interno della Baia di Apalachicola, un’insenatura del Golfo del Messico, nel comune di Apalachicola. I 48 km inferiori del fiume sono circondati da un’estensiva area costituita da paludi e zone umide, fatta eccezione per la parte costiera.